# Black Snake Moan
Black Snake Moan (Entre o Céu e o Inferno, no Brasil / Black Snake Moan - A Redenção, em Portugal) é um filme de drama estadunidense de 2006 escrito e dirigido por Craig Brewer, e estrelado por Samuel L. Jackson, Christina Ricci, Justin Timberlake, e Kim Richards. A trama se concentra em um ex-guitarrista de blues do Mississippi (Jackson) que tem uma mulher local problemática (Ricci) sob cativeiro em sua casa, na tentativa de curá-la de sua ninfomania depois de encontrá-la severamente espancada na beira de uma estrada.
O título do filme deriva da canção de Blind Lemon Jefferson de 1927. O filme atrai inúmeras referências ao movimento Mississippi Blues, nomeadamente em seu título e trilha sonora.

## Enredo
O filme é centrado em dois  personagens principais: Lázaro Redd (Samuel L. Jackson), um  agricultor profundamente  religioso e ex guitarrista de blues, e Rae Doole (Christina Ricci), uma  jovem viciada em sexo. A esposa  de Lázaro e seu irmão estavam  tendo um caso, o que o deixou  amargo e zangado. O namorado de Rae Ronnie Morgan (Justin Timberlake) a deixa para ir a brigada 196, da Guarda Nacional do Tennessee, e na sua ausência, ela se entrega a crises de uso promiscuidade e  drogas. Durante uma das farras de Rae, o amigo de Ronnie Gill, Morton (Michael Raymond- James) tenta tirar vantagem dela. Ela ri de seus avanços, comparando-o  desfavoravelmente com outro  homem, e ele severamente bate nela. Acreditando que ela está  morta, Gill despeja Rae e deixa- la para morrer em apenas uma  camisa e calcinha ao lado da  estrada e vai embora.
Lázaro descobre Rae inconsciente na estrada na manhã seguinte e traz para sua casa para cuidar dela de volta à saúde. Lázaro vai ver Tehronne (David Banner) – o homem que Lázaro pensou tinha batido nela – e sabe de sua  promiscuidade. Ao longo de  vários dias, Rae, delirando de  febre, de vez em quando acorda e tenta fugir de Lázaro. Ele prende-a no aquecedor para impedi-la de fugir. Após Rae recupera seu juízo, Lázaro anuncia que é seu dever  espiritual para curá-la de seus  caminhos pecaminosos e se  recusa a libertá-la até que ela faça isso. Rae faz várias tentativas de fuga, e mesmo que brevemente tem relações sexuais com um adolescente, ela ajuda para na fazenda de Lázaro. Ela finalmente vem a tolerar sua posição. Lázaro compra-lhe um vestido conservador para vestir, toca a guitarra para ela e a alimenta com suas refeições caseiras. O pastor e amigo próximo de Lázaro, R.L. (John Cothran, Jr.), visita Lázaro em sua casa e descobre que Lázaro está aprisionando Rae. O pastor tenta argumentar com Lázaro e o grupo compartilha uma refeição.
Enquanto isso, Ronnie retorna à cidade depois de ser dispensado a partir da Guarda Nacional, devido à seu grave transtorno de ansiedade. Enquanto procurava por Rae, que desapareceu, ele conhece Gill, que lhe informa que Rae o trai sempre que ele está fora da cidade. Ronnie ataca Gill,  rouba seu caminhão, e continua à procura de Rae. Na parte da manhã, Lázaro libera Rae, tendo decidido que ele não tem autoridade para julgar ela. Rae escolhe ficar com Lázaro de sua própria vontade. Mais tarde, Rae e Lázaro fazem uma viagem para a cidade, onde Rae confronta sua mãe (Kim Richards) sobre os abusos sexuais que sofreu nas  mãos do parceiro de sua mãe. Enquanto isso, Lazarus formou  um romance com a farmacêutica local, Angela (S. Epatha Merkerson). Ele toca num concerto de blues em um bar local, que atende Rae. Ronnie acha Rae e segue-a para a casa de Lázaro. Ele confronta o par com uma pistola, mas Lázaro fala-lo e convoca o  pastor. Ronnie e Rae decidem que eles são mais fortes juntos do que separados e se casam. Ao dirigir na estrada, Ronnie sofre de um ataque de pânico novamente e  Rae começa a ter um de seus  feitiços, mas, em seguida, eles se reúnem e resolvem tomar conta uns dos outros.

## Elenco
- Samuel L. Jackson como Lazarus Redd
- Christina Ricci como Rae Doole
- Justin Timberlake como Ronnie Morgan
- John Cothran, Jr. como R.L.
- S. Epatha Merkerson como Angela
- David Banner como Theronne
- Kim Richards como Sandy Doole
- Son House (imagens de arquivo) como ele mesmo
- Neimus K. Williams como Lincoln James
- Michael Raymond-James como Gill Morton
- Adriane Lenox como Rose Woods
- Leonard L. Thomas como Deke Woods
- Jeff Pope como Batson
- Clare Grant como Kell

## Produção
Para o filme, Jackson passou seis ou sete horas por dia para metade de um ano aprendendo a tocar guitarra blues para várias músicas que ele toca ao longo do filme, todos os quais derivam do repertório de R. L. Burnside. Samuel L. Jackson aprendeu a tocar guitarra ao completar a produção de Sankes on a Plane. Os dois filmes lançados no mesmo ano, estrelados por Jackson e com a palavra "snake" no título. Ricci usava uma real corrente de 40 libras (18 kg), durante as filmagens Craig Brewer trouxe várias correntes diferentes para o set e disse Ricci para escolher a que melhor lhe convinha, enquanto as calcinhas que Christina Ricci usava no filme foram compradas por ela na loja de departamentos Dillard's. Ela também contribuiu com um par de botas de cowboy, uma jaqueta Wrangler e um short de seu próprio armário e comia apenas alimentos sem valor nutricional para alcançar uma aparência doentia.  Ela disse à Entertainment Weekly que ela permaneceu com pouca roupa, mesmo quando as câmeras não estavam rolando: "Sam [Jackson] seria como, 'Coloque algumas roupas! Eu estava como, 'Não, você não entende. Eu estou fazendo algo importante". Existiram rumores de que o final original envolvia o personagem de Justin Timberlake atirando na parte de trás da cabeça do personagem de Samuel L. Jackson durante a cena em que Christina Ricci canta "This Little Light of Mine". Porém, o diretor Craig Brewer decidiu que seria melhor fazer um filme feliz e com um final muito positivo.

## Recepção

### Crítica
O Metacritic, que usa uma média ponderada, atribuiu ao filme uma pontuação de 52 em 100, baseado em 34 críticos, indicando críticas "mistas ou médias".
No programa de televisão Ebert & Roeper, cineasta Kevin Smith, preenchendo para Roger Ebert, descreveu o filme como o melhor do ano até agora. Smith elogiou Ricci e Jackson, dizendo que este foi o melhor desempenho de Ricci e melhor desempenho de Jackson desde Pulp Fiction (1994). Richard Roeper também deu ao filme uma classificação de "polegar para cima". Matt Glasby de Film4, no entanto, recebeu o filme apenas uma estrela de 5, chamando-a de "bagunçada comida de pressão" que foi "ruim o suficiente para fazer gengivas sangrarem".
O filme também foi criticado por ativistas feministas por seu retrato de violência sexual.
Peter Travers da Rolling Stone declarou que o filme tinha o pior sexo softcore em sua lista dos piores filmes de 2007.

### Bilheteria
Durante a sua semana de estreia de 2-4 de março de 2007 nos EUA o filme ganhou $4 milhões, colocando-o em oitavo lugar, atrás de outros filmes, incluindo novos lançamentos Wild Hogs e Zodiac.

## Marketing
Em abril de 2008, Christina Ricci comentou no cartaz promocional do filme, criticando-a como exploradora das mulheres:
"A maneira que o filme foi comercializado foi provavelmente uma das coisas mais frustrantes e perturbadoras que já me aconteceram na minha carreira. Não tenho nenhum interesse em explorar as mulheres mais longe do que elas já foram exploradas...Todos eles [patrões do marketing] importavam era os meninos em idade universitária indo para vê-lo".

## Trilha sonora
Black Snake Moan foi lançado em 30 de janeiro de 2007 pela New West Records com vários artistas, incluindo quatro faixas executadas pelo próprio Jackson. As 17 faixas cobrir clássico ao moderno blues.
| N.º | Título                               | Artista                    | Duração |  |
| 1.  | "Opening Theme"                      | Scott Bomar                | 0:38    |  |
| 2.  | "Ain't But One Kind of Blues"        | Son House                  | 0:11    |  |
| 3.  | "Just Like a Bird Without a Feather" | Samuel L. Jackson          | 2:22    |  |
| 4.  | "When the Lights Go Out"             | The Black Keys             | 3:13    |  |
| 5.  | "Standing in My Doorway Crying"      | Jessie Mae Hemphill        | 4:40    |  |
| 6.  | "Chicken Heads"                      | Bobby Rush                 | 2:32    |  |
| 7.  | "Black Snake Moan"                   | Samuel L. Jackson          | 4:04    |  |
| 8.  | "Morning Train"                      | Precious Bryant            | 3:00    |  |
| 9.  | "The Losing Kind"                    | John Doe                   | 2:33    |  |
| 10. | "Lord Have Mercy on Me"              | Outrageous Cherry          | 3:04    |  |
| 11. | "Ronnie and Rae's Theme"             | Scott Bomar                | 1:08    |  |
| 12. | "The Chain"                          | Scott Bomar                | 2:50    |  |
| 13. | "Alice Mae"                          | Samuel L. Jackson          | 3:48    |  |
| 14. | "Stack-o-lee"                        | Samuel L. Jackson          | 3:30    |  |
| 15. | "Poor Black Mattie"                  | R. L. Burnside             | 4:10    |  |
| 16. | "That's Where the Blues Started"     | Son House                  | 0:21    |  |
| 17. | "Mean Ol' Wind Died Down"            | North Mississippi Allstars | 7:31    |  |